# Silk Way Rally 2011
De Silk Way Rally 2011 was de derde editie van deze rally-raid onder de vlag van de Dakar Series en vond plaats zoals de Silk Way Rally 2010 in Rusland. De start was in Moskou en de finish in Sotsji.

## Etappes
| Etappe                      | Datum             | Van                                              | Naar                                             | Special*                                         | Verbinding*                                      | Totaal                                           |                                        | Etappewinnaars                                   | Etappewinnaars |
|                             | Vrijdag 8 juli    | Technische- en administratieve keuring in Moskou | Technische- en administratieve keuring in Moskou | Technische- en administratieve keuring in Moskou | Technische- en administratieve keuring in Moskou | Technische- en administratieve keuring in Moskou | Auto's                                 | Trucks                                           |                |
|                             | Zaterdag 9 juli   | Proloog in Moskou                                | Proloog in Moskou                                | Proloog in Moskou                                | Proloog in Moskou                                | Proloog in Moskou                                | Auto's                                 | Trucks                                           |                |
| 1                           | Zondag 10 juli    | Moskou                                           | Lipetsk                                          | 261 km                                           | 312 km                                           | 573 km                                           | Alexandre Zheludov Andrey Rudnitskiy   | Eduard Nikolaev Sergey Savostin Vladimir Rybakov |                |
| 2                           | Maandag 11 juli   | Lipetsk                                          | Volgograd                                        | 484 km                                           | 366 km                                           | 850 km                                           | Stéphane Peterhansel Jean Paul Cottret | Firdaus Kabirov Andrey Mokeev Anatoly Tanin      |                |
| 3                           | Dinsdag 12 juli   | Volgograd                                        | Astrakhan                                        | 432 km                                           | 158 km                                           | 590 km                                           | Krysztof Holowczyc Jean-Marc Fortin    | Ayrat Mardeev Aydar Belyaev Anton Mirniy         |                |
| 4                           | Woensdag 13 juli  | Astrakhan                                        | Astrakhan                                        | 400 km                                           | 20 km                                            | 420 km                                           | Stéphane Peterhansel Jean Paul Cottret | Aleš Loprais Milan Holáň Vojtěch Štajf           |                |
| 5                           | Donderdag 14 juli | Astrakhan                                        | Stavropol                                        | 689 km                                           | 76 km                                            | 765 km                                           | Krysztof Holowczyc Jean-Marc Fortin    | Firdaus Kabirov Andrey Mokeev Anatoly Tanin      |                |
| 6                           | Vrijdag 15 juli   | Stavropol                                        | Majkop                                           | 168 km                                           | 257 km                                           | 425 km                                           | Vladimir Vasiljev Kirill Shubin        | Ayrat Mardeev Aydar Belyaev Anton Mirniy         |                |
| 7                           | Zaterdag 16 juli  | Majkop                                           | Sotsji                                           | 16 km                                            | 344 km                                           | 360 km                                           | geneutraliseerd                        | geneutraliseerd                                  |                |
| *route kan gewijzigd worden | Totaal:           | 2450 km                                          | 1533 km                                          | 3983 km                                          |                                                  |                                                  |                                        |                                                  |                |

## Uitslagen

### Auto's
| positie                                          | startnr.                             | coureurs                                 | team                                 | merk                                 | tijd                  |
| ------------------------------------------------ | ------------------------------------ | ---------------------------------------- | ------------------------------------ | ------------------------------------ | --------------------- |
| 1                                                | 102                                  | Krzysztof Holowczyc Jean-Marc Fortin     | Monster Energy X-Raid Team           | BMW X3 CC                            | 05h11'27"             |
| 2                                                | 100                                  | Stéphane Peterhansel Jean Paul Cottret   | Monster Energy X-Raid Team           | Mini All4Racing                      | 07h10'55"             |
| 3                                                | 118                                  | Alexandre Zheludov Andrey Rudnitskiy     | ProtechMsport                        | Nissan Frontier                      | 08h36'00"             |
| 4                                                | 146                                  | Vadym Nesterchuk Laurent Lichtleuchter   | Sixt Ukraina                         | Mitsubishi L200                      | 09h09'40"             |
| 5                                                | 106                                  | Alexander Mironenko Sergey Lebedev       | Hamburger Software                   | BMW X3 CC                            | 09h32'25"             |
| 6                                                | 109                                  | Stéphane Henrard François Beguin         | Henrard Racing Team                  | Volkswagen Touareg                   | 09h55'20"             |
| 7                                                | 121                                  | Alexey Berkut Agris Petersons            | Reautoklubs                          | Mitsubishi Pajero                    | 11h46'22"             |
| 8                                                | 111                                  | Frederic Chavigny Jean Brucy             | Opel Dakar Team                      | Nissan Pathinder                     | 11h52'20"             |
| 9                                                | 107                                  | Ronan Chabot Gilles Pillot               | Toys Motors - SMG                    | SMG Buggy                            | 12h12'56"             |
| 10                                               | 119                                  | Roman Briskindov Konstantin Mescheryakov | Overdrive                            | Nissan Navarra                       | 13h34'18"             |
| Nederlanders die buiten de top 10 gefinisht zijn |                                      |                                          |                                      |                                      |                       |
| 35                                               | 125                                  | Michael Perridon Pieter van Kruijsdijk   | Pro Dakar                            | McRae 4×4                            | 29h20'34"             |
| 38                                               | 144                                  | Peter Merceij Paul Round                 | Rally Raid UK                        | Desert Warrior                       | 31h59'05"             |
| 43                                               | 190                                  | Harmen van Putten Werner Zoetaert        | Dakarteam Van Eikeren                | Toyota Land Cruiser                  | 42h39'16"             |
| 48                                               | 129                                  | Kees Koolen                              | Team Gokobra                         | McRae GoKoBra                        | 31h56'19"             |
| Nederlanders die niet gefinisht zijn             | Nederlanders die niet gefinisht zijn | Nederlanders die niet gefinisht zijn     | Nederlanders die niet gefinisht zijn | Nederlanders die niet gefinisht zijn | uitgevallen in etappe |
|                                                  | 120                                  | Michael van Eikeren Katrien Boussier     | Dakarteam van Eikeren                | Volkswagen Buggy                     | 3                     |
|                                                  | 122                                  | Jurgen van den Goorbergh                 | Team Gokobra                         | McRae GoKoBra                        | 3                     |
|                                                  | 151                                  | Roelof Voerman Thomas de Bois            | Dakarteam van Eikeren                | Bowler Nemesis                       | 3                     |

### Trucks
| positie                                          | startnr.                             | coureurs                                             | team                                 | merk                                 | tijd                  |
| ------------------------------------------------ | ------------------------------------ | ---------------------------------------------------- | ------------------------------------ | ------------------------------------ | --------------------- |
| 1                                                | 301                                  | Aleš Loprais Milan Holáň Vojtěch Štajf               | Instaforex Loprais Team              | Tatra T815-2                         | 08h23'15"             |
| 2                                                | 305                                  | Firdaus Kabirov Andrey Mokeyev Anatoley Tanin        | Team Kamaz-Master                    | Kamaz 4326                           | 08h39'56"             |
| 3                                                | 318                                  | Andrey Karginov Vyatcheslav Mizyukaev Igor Devyatkin | Team Kamaz-Master                    | Kamaz 4326                           | 09h01'51"             |
| 4                                                | 303                                  | Hans Stacey Peter Willemsen Bernard der Kinderen     | Team De Rooy 2011                    | Iveco Trakker EVO II 4×4             | 09h25'45"             |
| 5                                                | 307                                  | Ayrat Mardeev Aydar Belyaev Anton Mirniy             | Team Kamaz-Master                    | Kamaz 4911                           | 10h30'24"             |
| 6                                                | 302                                  | Franz Echter Detlef Ruf Christopf Echter             | VeKa-Maurer                          | MAN TGS WW                           | 10h31'07"             |
| 7                                                | 304                                  | Wuf van Ginkel Marc Wams Gerard van Veenendaal       | Ginaf Rally Power                    | Ginaf X2222                          | 10h36'10"             |
| 8                                                | 314                                  | Ilgizar Mardeev Dmitry Sotnikov Evgeny Yakovlev      | Team Kamaz-Master                    | Kamaz 4326                           | 11h57'32"             |
| 9                                                | 311                                  | Joseph Adua Ferran Marco Joaquim Busoms              | De Rooy SWR                          | Iveco Trakker EVO I 4×4              | 12h31'22"             |
| 10                                               | 315                                  | Mathias Behringer Hugo Kupper Michael Karg           | Hamburger Software                   | MAN TGS 18.480                       | 12h45'13"             |
| Nederlanders die buiten de top 10 gefinisht zijn |                                      |                                                      |                                      |                                      |                       |
| 11                                               | 322                                  | Pascal de Baar Martin Roesink Wouter Rosegaar        | VeKa MAN With A Mission              | MAN TGS                              | 13h39'17"             |
| Nederlanders die niet gefinisht zijn             | Nederlanders die niet gefinisht zijn | Nederlanders die niet gefinisht zijn                 | Nederlanders die niet gefinisht zijn | Nederlanders die niet gefinisht zijn | uitgevallen in etappe |
|                                                  | 310                                  | Edwin van Ginkel Daniel Bruinsma Jan Goossen         | Ginaf Rally Power                    | Ginaf X2223                          | 4                     |
|                                                  | 309                                  | Pieter Versluis Serge Bruynkens Harry Schuurmans     | VeKa MAN With A Mission              | MAN TGS                              | 6                     |
|                                                  | 313                                  | Johan Elfrink Enno Hortulanus                        | Finstral Rally                       | Mercedes Axor                        | 6                     |